# Ignacio Domínguez Riera
Ignacio Domínguez Riera (Soriano, Uruguay; 1910 - Ibidem; 1989) fue un productor, periodista, guionista, locutor, publicista, escritor y director cinematográfico uruguayo.

## Carrera
Domínguez Riera fue un destacado periodista, locutor y relator deportivo radial que llegó a ser director de Radio Carrera en Santiago de Chile. También fue director de Radio Cultura. 
En 1930 fue el encargado de relatar los partidos partidos  de la Copa Mundial de Fútbol de 1930 jugada en Uruguay, para el servicio de radiodifusión oficial del SODRE. Convirtiéndose así, en el primer relator deportivo de Uruguay. Trabajó en las radios oficiales hasta 1935, cuando fue reemplazado por Carlos Solé. 
Se dedicó a la cinematografía en Hollywood como director publicitario de los estudios Glucksman. Además fue jefe de los Estudios cinematográficos Santa Elena de Santiago de Chile y director de la famosa revista de época Cine Argentino.
Tuvo la oportunidad de dirigir dos películas en la época de oro del cine argentino: Evasión, en 1947 del que también fue guionista, que tuvo como protagonistas a Esteban Serrador, Delfy de Ortega y Margarita Corona; y Hoy cumple años mamá de 1948, con  estrellas como Olinda Bozán, Rodolfo Onetto e Inda Ledesma.
Fue entre otras cosas cronista policial del Diario El Plata en las décadas del veinte y treinta y  jefe de página policial en diversos medios de prensa.
Entrevistó a grandes personalidades de esa época como Enrique Santos Discépolo.
Escribió bajo la editorial Arca sus obras No apto para menores de 50 (1987), Calibre 38 largo : crónicas de las viejas comisarias (1988) y Apto para todo público (1989).
Murió de causas naturales en 1989.

## Filmografía[4]
- 1948: Hoy cumple años mamá.
- 1947: Evasión.